# Бедарев, Евгений Александрович
Евге́ний Алекса́ндрович Бе́дарев (род. 3 июня 1974, село Весёлоярск Алтайского края) — российский кинорежиссёр, сценарист, теле- и радиоведущий.

## Биография
После окончания школы поступил в Барнаульский государственный педагогический университет на исторический факультет. Начиная со второго курса, в течение трёх лет, работал вожатым в ВДЦ «Океан». После окончания ВУЗа работал главным редактором и ведущим барнаульского телевизионного канала «ТВ Плюс», все программы которого шли в прямом эфире. Совместно со своими коллегами Евгений Бедарев придумал и запустил в эфир интерактивную игру «Кошелёк удачи».
В 1994 году работал рекламным агентом в газете «Без проблем» с главным редактором Иваном Ивановичем Хаустовым.
С 1999 года работал диджеем и главным редактором радио «Юнитон», с 2000 года продюсером ГТРК «Алтай».
В 2003 году переехал в Москву, где в 2005 году закончил Высшие курсы сценаристов и режиссёров (мастерская Аллы Суриковой и Владимира Фокина). Некоторое время снимал клипы, работал в съёмочной группе картины «Мужской сезон: Бархатная революция», снимая фильм о фильме, и создавая рекламные ролики и кинотрейлеры.
Дебютной режиссёрской работой Бедарева стала картина «В ожидании чуда» (2007) — первый проект кинокомпании «XX век Фокс» на российском рынке. Следующей картиной стала новогодняя комедия «Тариф Новогодний» (2008).
В конце 2009 года Бедарев объявил о планах создания фильма «Пока цветёт папоротник» (в рамках проекта некоммерческого фонда «Народное кино»), съёмки которого должны были пройти летом 2010 года на территории Чарышского района Алтайского края. На тот период создатели не сумели найти достаточный объем финансирования и работа над проектом была приостановлена.
Весной 2011 года работа над производством фильма «Пока цветёт папоротник» возобновилась. К сотрудничеству была привлечена компания «ИВД ПРОДАКШН». Продюсерами фильма стали Ольга Каймакова и Эрвин Илизиров, генеральными продюсерами — Сергей Майоров и Вячеслав Муругов.
В январе 2011 года в новогоднюю ночь на телеканале «Россия-1» вышел мюзикл Евгения Бедарева «Новогодние сваты».
1 октября 2012 года на канале СТС состоялась премьера 13-серийной приключенческой комедии с элементами фэнтези «Пока цветёт папоротник» (генеральные продюсеры: Сергей Майоров и Вячеслав Муругов).
Съёмки второй части «Беловодье. Тайна затерянной страны» стартовали летом 2013 года. Они прошли в Горном Алтае, Барнауле, Владивостоке, Санкт-Петербурге, Москве, Крыму, Таиланде, Непале. Завершился съемочный процесс в 2014 году, когда в российском кинематографе случился очередной кризис. В результате компания «ИВД ПРОДАКШН» обанкротилась и у нее начались долголетние судебные процессы с инвесторами. Работа над сериалом была приостановлена.
В 2017 году на канале НТВ вышел детективный сериал «Шуберт».
Следующим проектом Бедарева стала семейная сказка «Домовой». Работа над фильмом длилась два года. В апреле 2019 года фильм вышел в широкий российский прокат.
В июне 2019 года состоялась премьера сериала «Беловодье. Тайна затерянной страны» на канале СТС.
В марте 2020 года вышел фильм «Счастье в конверте», где Бедарев выступил в качестве автора сценария и креативного продюсера.

## Фильмография

### Полнометражные фильмы
- 2007 — «В ожидании чуда» (Monumental Pictures, Top Line Group) — режиссёр-постановщик и автор сценария
- 2008 — «Тариф Новогодний» (Профит, кинокомпания «Телесто») — режиссёр-постановщик и соавтор сценария
- 2011 — «Новогодние сваты» (Украинская независимая ТВ корпорация, студия «Квартал 95», «Леополис», «Интер») — режиссёр-постановщик
- 2019 — «Домовой» («Трио Фильм», Sputnik, «Медиа-Трест») — режиссёр-постановщик и автор сценария
- 2020 — «Счастье в конверте» («Интеграция») — автор сценария.
- 2025 (ожидается премьера) — «Последний хранитель Беловодья» («ИВД Кино», кинокомпания «Аристократ») — режиссёр-постановщик и автор сценария

### Сериалы
- 2012 — «Пока цветёт папоротник» («ИВД Production», кинокомпания «Белый единорог» при поддержке некоммерческого фонда «Народное Кино»; премьерные показы: СТС, «Украина») — режиссёр-постановщик и автор сценария
- 2017 — «Шуберт» («Вайт Медиа»; премьерный показ: НТВ) — режиссёр-постановщик
- 2019 — «Беловодье. Тайна затерянной страны» («ИВД Кино», кинокомпания «Аристократ»; премьерный показ: СТС) — режиссёр-постановщик и автор сценария
- 2024 — «Молот ведьм» («Start Studio» при поддержке Института развития интернета; премьерный показ: Start, Okko) — режиссёр-постановщик и автор сценария[7]

### Короткометражный фильм
- 2004 — «Блики лилового солнца» — режиссёр-постановщик и автор сценария

## Режиссёрская работа
Видеоклипы
- Игорь Демарин — «Шахтёрская звезда»
- Игорь Демарин — «Горькое вино»
- группа «Банда» — «Допинг» (OST «Мужской сезон: Бархатная революция»)
- Группа «Город 312» — «Девочка, которая хотела счастья» (OST «В ожидании чуда»)
- Виктория Дайнеко — «Фильм не о любви» (OST «В ожидании чуда»)
- Виктория Дайнеко & группа «Корни» — «Глаза в глаза» (OST «Тариф Новогодний»)
- Филипп Киркоров — «Дископартизаны»

Промоушн фильмов
- 2005 — «Мужской сезон: Бархатная революция» (фильм о фильме, ролики для Интернета)
- 2005 — «Сматывай удочки» (трейлеры для кинотеатров, рекламные материалы)
- 2020 — «Счастье в конверте» (продвижение фильма в качестве креативного продюсера)

## Награды
- 2002 — Приз зрительских симпатий на II Сибирской выставке городской рекламы[3]
- 2002 — Первое место в номинации «Товарная реклама» за рекламный ролик на Всероссийском фестивале малобюджетной рекламы «Идея»[3]
- 2007 — Приз в номинации «Лучший короткометражный фильм» за фильм «Блики лилового солнца» на Международном правозащитном фестивале «Ступени»[3]
- 2007 — Приз в номинации «Лучший дебют» за фильм «В ожидании чуда» на IX Всероссийском кинофестивале им. В. М. Шукшина[3]
- 2008 — Кинонаграда MTV Россия в номинации «Самая зрелищная сцена»[3] (лунной ночью Майя (Екатерина Копанова) танцует с воображаемым другом Феем (Владимир Крылов)) в фильме «В ожидании чуда»
- 2009 — Главный приз IX Российского фестиваля кинокомедии «Улыбнись, Россия» за фильм «Тариф Новогодний»[8]
- 2019 — Гран-при XXVII Международного кинофестиваля детских фильмов «Алые паруса „Артека“» за фильм «Домовой»[9]